# Amphilius platychir
Amphilius platychir là một loài cá thuộc họ Amphiliidae. Nó là loài đặc hữu của Malawi. Môi trường sống tự nhiên của nó là các con sông.